# Накитњак
Накитњак, страпон или стрепон (енгл. strap on — привезати, навући) посебна је врста дилда намењена ношењу око појаса приликом сексуалне активности. Прави се у разним облицима, стиловима и варијацијама, док су неке од особина могућност вибрирања, начин качења око појаса, облик и намена. Употреба ових сексуалних играчака није претерано разноврсна и обично укључује вагинални и анални секс. То уједно накитњаке разликује од дилда, који употребу понајвише проналазе у самозадовољавању.

## Опште одлике
Осовину део накитњака чини појас. Он повезује дилдо са телом носиоца и поставља га у положај сличан ономе које у природи заузимају мушке гениталије. Требало би да буде снажан али удобан. Често има додатке за подражај носиоца. Многе врсте појасева налазе се на располагању, све са различитим предностима и недостацима. Страпони ову повезну парчад обједињују са фабрички направљеним дилдоима, којих опет има више врста. Више је и начина повезивања појаса са играчком.
Појасеви накитњака могу бити пришивени или на неки други начин прикачени за поједине одевне предмете, као што су корзет или било које доње рубље. Сем тога, они се и не морају качити за предео око препона, већ и на друге делове тела. Тако постоје типови посебно намењени за стављање на бутину, на пример, што према произвођачима отвара нове могућности. Друга варијанта се поставља на браду и омогућује истовремену вагиналну пенетрацију и анилингус или обрнуту поставку.
Појасеви дозвољавају повезивање накитњака са другим предметом и стога омогућују широку палету поза. Могуће их је прикачити за столице, кревет и други намештај. Замена за појас може бити и лопта, која се не може сасвим сматрати страпоном, али пружа сличне могућности. Све досад поменуте варијације праве се од различитих материјала, као што су тканина, кожа, пластика или латекс за појас, односно гума, поливинил-хлорид или силикон за пенетрирајуће тело — дилдо.
Један од дилдоа посебно осмишљених за овај предмет јесте наставак пениса. Овакав страпон унутар себе има шупљину, у коју обично мушкарци са еректилном дисфункцијом стављају пенис за време односа. Према овоме је накитњак добио назив.
Стимулација коју носилац осећа обично долази од притиска који предмет причињава, у највећем броју случајева дражици, као и од психолошког узбуђења. Поједине врсте су посебно намењене повећавању задовољства. Још један од начина подражавања носиоца јесу вибрирајућа јаја и други уређаји уграђени у сам предмет. Намењени су женама, јер је ретко који примерак погодан за стимулацију мушке анатомије. Њима се даљински управља и немају способност пенетрације, већ само вибрирања.

## Употреба
Најпопуларније позе које се могу упражњавати приликом полног односа који укључује накитњак јесу кучећа, мисионарска и савијена. Прва омогућује дубоку пенетрацију и стимулише простату, што се назива петинг. Овакву радњу обично врши жена са играчком око појаса над мушкарцем. Остале две позе имају сличне исходе и одлике.
Сем за петинг, накитњаци имају и друге сврхе. У односу у којем учествују само жене они су један од најчешће употребљиваних сексуалних играчака. Шупље верзије користе мушкарци са еректилном дисфункцијом, док се у другом случају могу користити и као начин продужавања односа. Заправо, наставци полног уда пружају мању стимулацију од пенетрације без додатака, тако да однос на овај начин може трајати дуже. Поједини трансмушкарци користе страпоне као замену за пенис, јер нису рођени са њим.
Накитњаци могу служити и у сврхе самозадовољавања, посебно ако се закаче на делове намештаја или посебне лопте на надувавање. С друге стране, они могу бити и свеобухватна замена за прави мушки полни орган, тако да се над њима може извршити и фелацио. Главни разлози за такав чин обично су природе доминације и поседовања моћи.

## Први примерци
Сексуалне теме често су табу, што се посебно односи на нетрадиционална помагала. Стога нема детаљних података о првој употреби накитњака и сличних предмета. Ипак, аустријски фолклориста и индолог Михаел Хаберлант у извештају из 1899. године први помиње употребу оваквих направа, и то на афричком острву Занзибар. Идентичне примерке су користиле лезбијке у старој Кини, али није јасно да ли су их везивале за тело.
Познато је да су у античкој Грчкој коришћени камени и кожни фалоидни предмети, а који су одређеним типом коже привезивани за тело. Њихова употреба обично је укључивала маслиново уље као лубрикант. Кинеска слика из осамнаестог века приказује жену како користи дилдо прикачен за обућу. Поједини артефакти из горњег палеолита имају обличје шупљег штапа, а једна од теорија је да су везивани за тело и као такви имали полну улогу. Кама сутра помиње дршилдо (хинд. दर्शिल्दो, darshildo), који је могао имати појас.